# Chiesa di Tutti i Santi (Oaksey)
La chiesa di Tutti i Santi (in inglese All Saints Church) è la parrocchiale anglicana che si trova a Oaksey, villaggio e parrocchia civile della contea del Wiltshire nel Sud Ovest dell'Inghilterra, Regno Unito. Il luogo di culto risale al XII secolo, rientra nella diocesi di Bristol ed è considerato un monumento classificato di prima categoria per il suo particolare interesse storico e architettonico.

## Storia

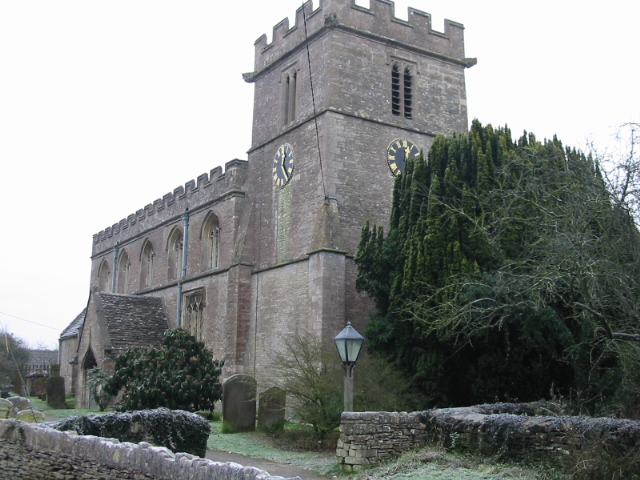
Chiesa di Tutti i Santi con la sua torre merlata e con orologi sulle facciate

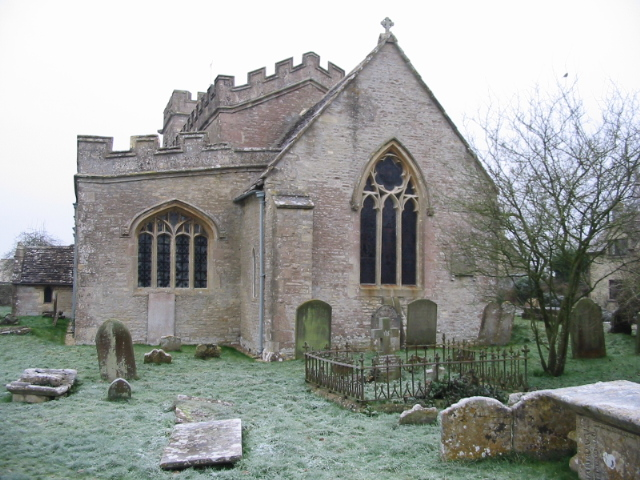
Facciate orientali della chiesa di Tutti i Santi con parte del cimitero della comunità

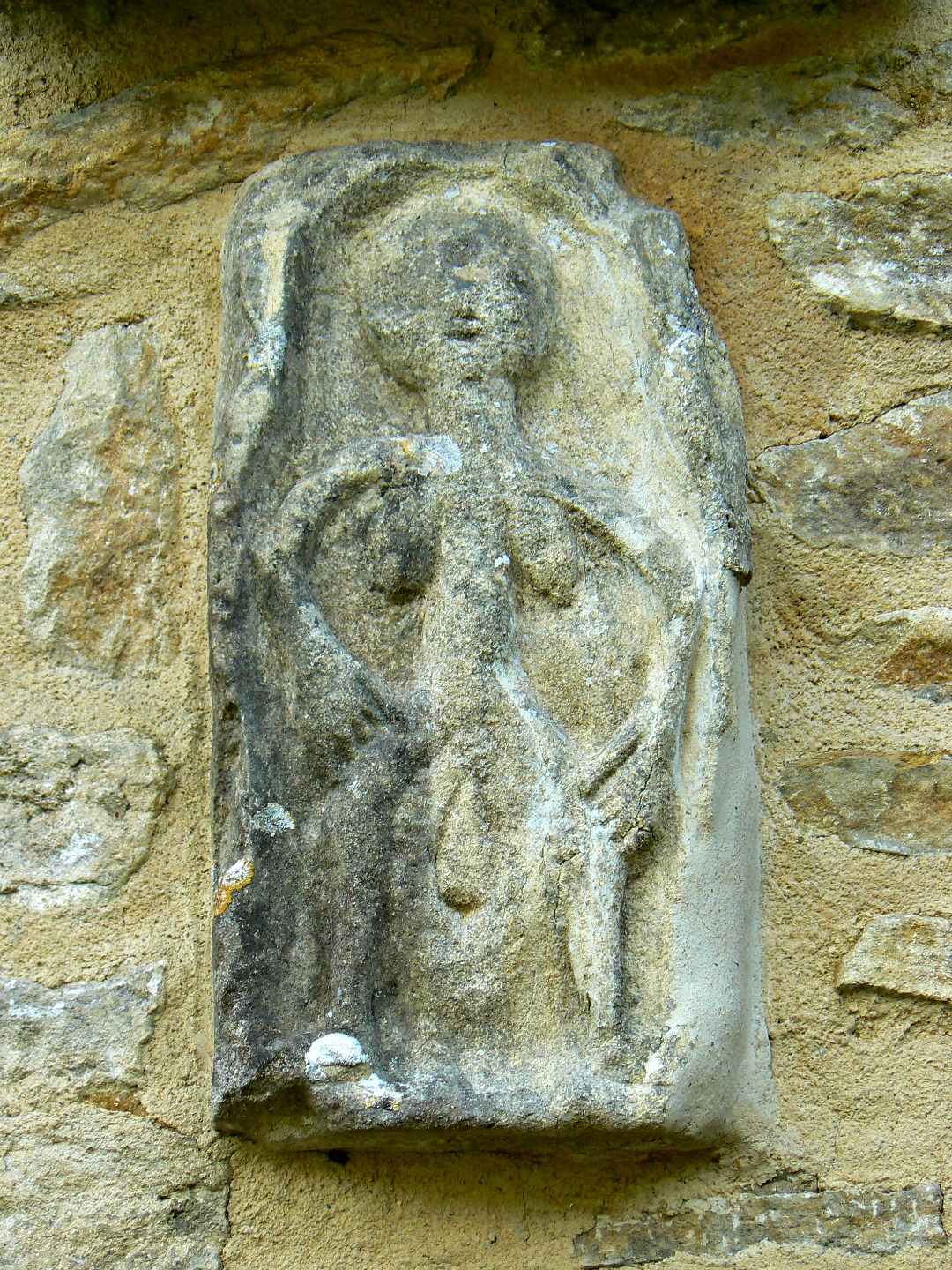
Sheela na Gig

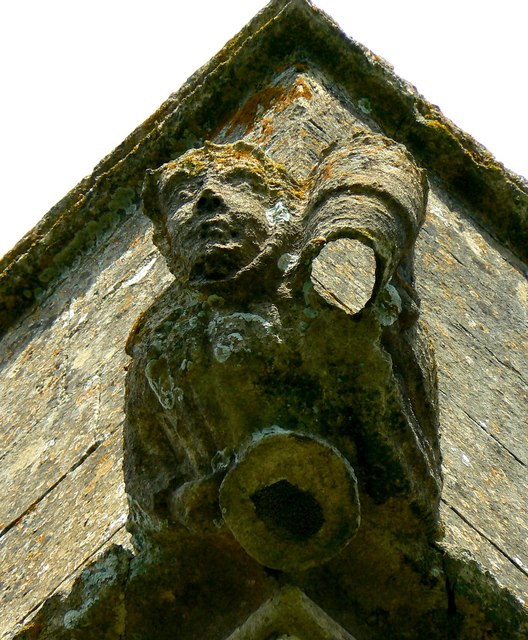
gargoyle di pietra all'esterno

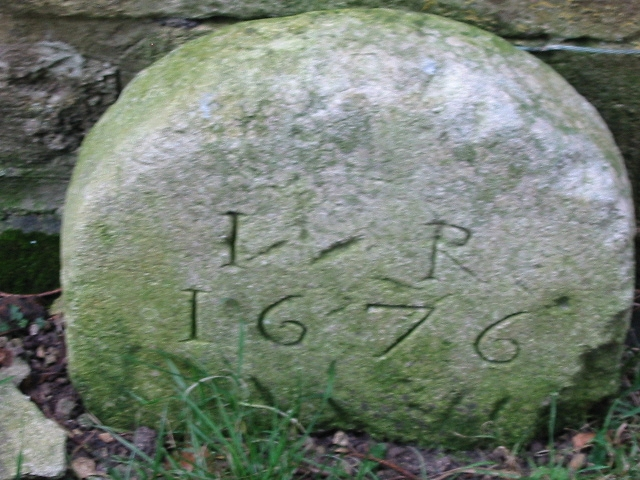
Pietra incisa con la data 1676 che si trova all'estremità occidentale della chiesa di Tutti i Santi

La chiesa anglicana fu costruita nel XII secolo o forse entro la metà del secolo successivo. Fu oggetto di restauri nel XIV e nel XV secolo. La dedicazione per Tutti i Santi sembra essere stata introdotta per la prima volta nel 1763. Gli elementi risalenti al XIII secolo della chiesa sono visibili nel portico sud, nel presbiterio e nella torre. Alla fine del XIV secolo il muro nord della navata fu ricostruito e fu aggiunta una nicchia sopra la porta per contenere la statua raffigurante la Vergine col Bambino. L'orologio fu costruito alla fine del XIX secolo e si pensa sia stato installato in omaggio a un ex rettore morto nel 1882. Nel 1773, nella cella campanaria della chiesa fu installato un concerto di sei campane realizzate da Thomas Rudhall di Gloucester.
I registri più antichi della chiesa che ci sono pervenuti risalgono al 1670 e la prima voce recita: "William Dick fu seppellito (...) il 2 ottobre". I registri dei matrimoni mostrano che il primo fu celebrato il 19 febbraio 1671 e il dato viene riportato con: "Thomas Marshall e Anne Godwyn furono sposati (...) il 19 febbraio". È interessante notare che i matrimoni non erano numerosi, con una media di uno o due all'anno. Il numero delle sepolture varia moltonel tempo e nel 1683 ne fu registrato solo uno mentre nel 1695 furono diciotto. I registri parrocchiali del 1670 (battesimi e sepolture) e del 1671 (matrimoni), oltre a quelli attualmente in uso, sono conservati presso il Wiltshire & Swindon History Centre a Chippenham. Un membro della famiglia di Humphrey de Bohun del XII secolo concesse la chiesa e le sue decime al priorato di Monkton Farleigh e i suoi rettori vennero dal priorato a Oaksey fino allo scioglimento. Nel 1304 i parrocchiani di Minety, poiché la loro chiesa di San Leonardo era stata interdetta, seguirono le funzioni religiose a Oaksey.

## Descrizione
La chiesa di Tutti i Santi di Oaksey viene giudicata un edificio di particolare interesse storico e architettonico in Inghilterra e Galles quindi dal 28 ottobre 1959 è considerata un monumento classificato di primo grado.

### Esterni
La chiesa parrocchiale anglicana di Tutti i Santi si trova nell'abitato di  Oaksey che appartiene alla contea del Wiltshire nel Sud Ovest dell'Inghilterra, Regno Unito. Il luogo di culto è stato edificato in stile gotico inglese. Le parti esterne più antiche sono la torre e il portico a sud. La chiesa è costruita principalmente in pietra. La residenza presso la chiesa era una canonica più a est lungo Somerford Keynes Road che nel 1956 fu unita alla canonica di Minety. L'edificio della canonica fu ricostruito nel XVIII secolo come una casa in pietra a due piani e fu nuovamente modificato nel XIX secolo.
Sulle pareti esterne ci sono molti caratteristici gargoyle di pietra. Inoltre è presente un famoso Sheela na Gig particolarmente esplicito, un antico simbolo di fertilità. A questo proposito, nel suo diario del villaggio, Elspeth Huxley lo citò per la sua intenzione di risparmiarlo alla vista dei domestici della signora Martin perché avrebbe potuto accendere pensieri malvagi.

### Interni
La sala è di grandi dimensioni e presenta alcuni grandi affreschi murali di notevole interesse che furono scoperti nel 1933 e che risalgono al XV secolo. L'affresco più importante è quello raffigurante San Cristoforo che trasporta il bambino Gesù attraverso un ruscello. Nel dipinto si nota anche una sirena posizionata nell'acqua. Un altro affresco notevole è quello chiamato il Cristo dei mestieri che raffigura il Cristo circondato da attrezzi e utensili. Questo secondo affresco è meno ben conservato del primo ed è stato danneggiato nel tentativo di preservarlo. Nella navata nord si trovano anche un paravento in quercia e vetrate policrome medievali.